# 費爾蒙特 (內布拉斯加州)
費爾蒙特（英語：Fairmont）是位於美國內布拉斯加州菲爾莫爾縣的村。

## 人口
根據2020年美國人口普查的數據，費爾蒙特的面積為2.98平方千米，皆為陸地。當地共有人口602人，而人口密度為每平方千米202人。